# Bir Haddada
Bir Haddada est une commune de la wilaya de Sétif en Algérie.